# ベンジャミン・アングア
ブルー・ベンジャミン・アングア（Brou Benjamin Angoua, 1986年11月28日 - ）は、コートジボワール・アビジャン出身のサッカー選手。ポジションはDF。「アングーア」とも表記される。コートジボワール代表。

## 経歴

### クラブ
コートジボワールのアフリカ・スポールでプロキャリアをスタートさせ、2006年にハンガリーのブダペスト・ホンヴェードFCに移籍した。2010年フランスのにヴァランシエンヌFCに移籍した。

### 代表
コートジボワール代表として2008年にデビューして以来、北京オリンピック、アフリカネイションズカップ2010、2010 FIFAワールドカップに出場した。

## 代表歴

### 出場大会
- コートジボワール代表
  - 2010 FIFAワールドカップ

### 試合数
- 国際Aマッチ 17試合 1得点（2008年-2013年）[1]

| コートジボワール代表 | 国際Aマッチ | 国際Aマッチ |
| 年                   | 出場        | 得点        |
| -------------------- | ----------- | ----------- |
| 2008                 | 1           | 0           |
| 2009                 | 4           | 0           |
| 2010                 | 3           | 1           |
| 2011                 | 3           | 0           |
| 2012                 | 2           | 0           |
| 2013                 | 4           | 0           |
| 通算                 | 17          | 1           |